# クインシー・ポーター
クインシー・ポーター（Quincy Porter、1897年11月7日 - 1966年11月12日) はアメリカ合衆国の作曲家・ヴィオラ奏者・大学教授。

## 経歴
コネチカット州ニューヘイヴン生まれ。早熟な楽才が認められ、イェール大学でホレイショ・パーカーに作曲を学ぶ。パリ留学でダンディに師事した後、帰国してからエルネスト・ブロッホの薫陶を受け、その最も熱心な信奉者となる。1930年代から教育活動に携わり、1940年代前半にはニューイングランド音楽院院長に就任した後、1946年から1965年まで母校イェール大学教授に就任した。
いわゆる「絶対音楽」の作曲家であり、9つの弦楽四重奏曲（1923年 - 1953年）、チェンバロ協奏曲やヴィオラ協奏曲をはじめとする複数の協奏曲、2つの交響曲、弦楽オーケストラのための「ウクライナ組曲」がある。「無伴奏ヴィオラのための組曲」は、今井信子などのヴィオラ奏者に重視されている。ブロッホに師事するまでは、ニューイングランドの作曲家に影響力のあったブラームスの影響を受けていたが、それ以降はとげとげしいリズムと不協和音程の多用、対位法の活用がめだつ作風に転じ、典型的な新古典主義様式で作曲を続けた。

## 主要作品
- 交響曲 第1番（1934年）
- 交響曲 第2番（1962年）
- ウクライナ組曲（1925年）
- ニューイングランドのエピソード（1958年）
- 2台のピアノのための小協奏曲（1953年着手?） ()
- チェンバロ協奏曲 （1959年? 1960年?）
- ヴィオラ協奏曲 （1948年）
- オーボエ五重奏曲「悲歌調」
- クラリネット五重奏曲
- ヴァイオリン・ソナタ第1番 (1926年)
- ヴァイオリン・ソナタ第2番 (1929年)
- 無伴奏ヴィオラのための組曲

## 著書
- Study of sixteenth century counterpoint, based on the works of Orlando di Lasso. Boston: Loomis. 3rd ed. pub. around 1948.

## 文献
- Tawa, Nicholas E. (2001) From psalm to symphony: a history of music in New England - Google ブックス. UPNE. ISBN 1-55553-491-0. pp. 318-22.